# Massaker von Altamira 2019
Das Massaker von Altamira fand am 29. Juli 2019 im brasilianischen Gefängnis von Altamira, dem Centro de Recuperação Regional de Altamira, statt. Es befindet sich an der Avenida Tancredo Neves südlich der Stadt im Bundesstaat Pará. 
Bei diesem Gefängnisaufstand Ende Juli 2019 kamen 62 Menschen um. 16 von ihnen wurden von Mithäftlingen enthauptet. Es handelte sich um einen Angriff der aus Pará stammenden Bande Comando Classe A (CCA) gegen das rivalisierende Comando Vermelho („Rotes Kommando“). 41 Insassen starben an Rauchvergiftung. Beim Transport in ein anderes Gefängnis kamen vier weitere Häftlinge um.